# Saint-Germain-Laval, Seine-et-Marne
Saint-Germain-Laval är en kommun i departementet Seine-et-Marne i regionen Île-de-France i norra Frankrike. Kommunen ligger i kantonen Montereau-Fault-Yonne som tillhör arrondissementet Provins. År 2022 hade Saint-Germain-Laval 2 887 invånare.

## Befolkningsutveckling
Antalet invånare i kommunen Saint-Germain-Laval
| Referens: INSEE |